# 中間貯蔵施設
中間貯蔵施設（ちゅうかんちょぞうしせつ）とは、放射性廃棄物や使用済み核燃料などを最終処分場または核燃料再処理工場へ運ぶ前に一時的に保管する施設。一時的といえども移管先等が決まっていない段階から保管することもあり、保管期間は不特定かつ長期にわたることがある。

## 日本

### 日本の中間貯蔵施設の所在地と目的

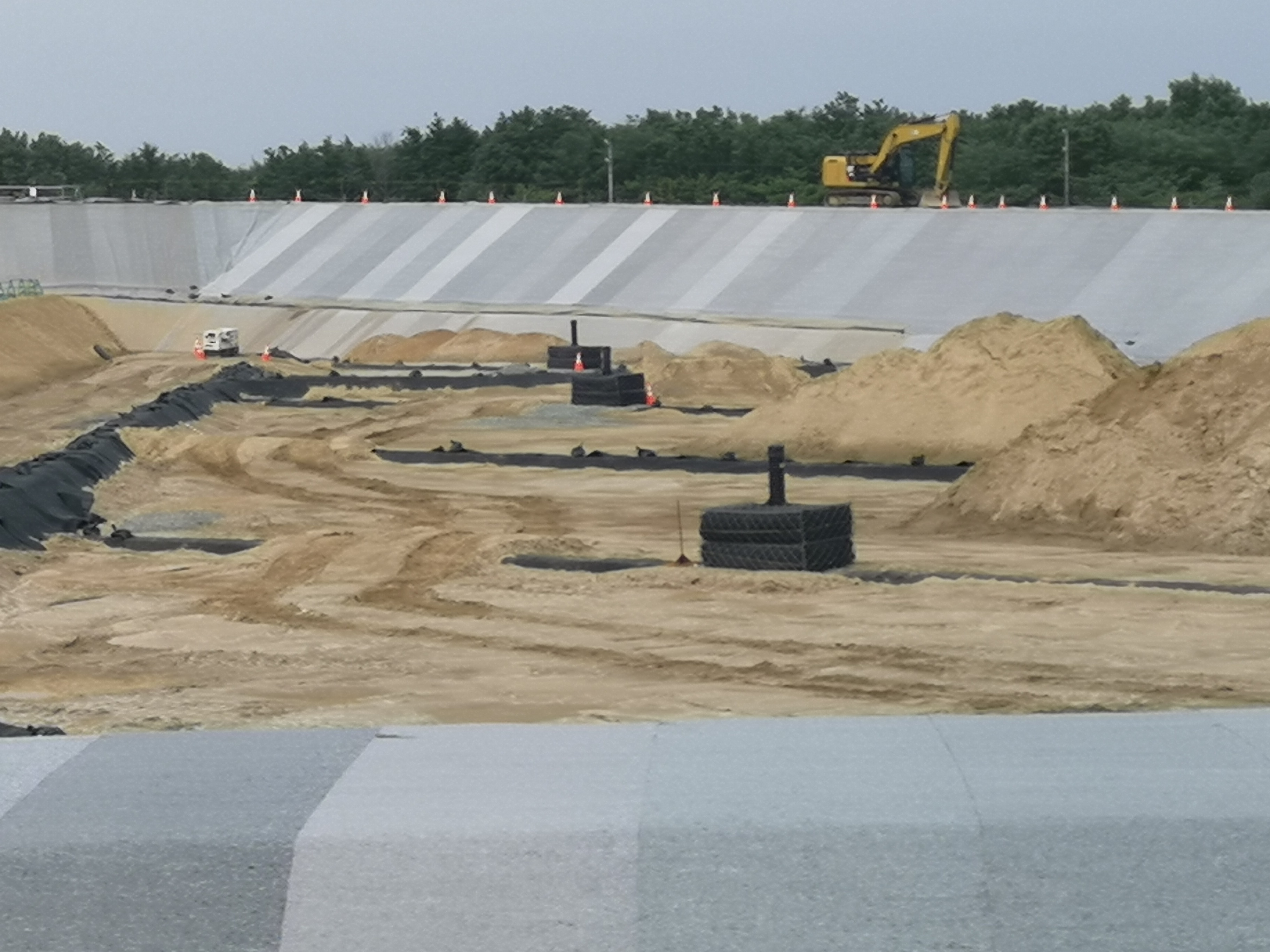
福島県大熊町で建設中の中間貯蔵施設（土壌貯蔵施設）

- リサイクル燃料備蓄センター（青森県むつ市） - 東京電力、日本原子力発電（リサイクル燃料貯蔵）により建設、管理が行われているリサイクル燃料を保管する施設[1]。
- 中間貯蔵施設（福島県大熊町および双葉町） - 福島第一原子力発電所事故に伴い福島県内で発生した、除染で取り除いた土や放射性物質に汚染された廃棄物を、最終処分するまでの間、安全に集中的に管理・保管する施設[2]。

### 今後予定される中間貯蔵施設の設置
2017年、関西電力は福井県に対し、大飯原子力発電所3・4号機の再稼働に向け、2018年中に福井県外で中間貯蔵施設の建設候補先を示すことを表明。しかしながら関西電力による建設候補地の選出は難航し、2018年中に発表するに至らなかった。

2023年8月2日現在、中国電力は関西電力と共同で山口県上関町に中間貯蔵施設を建設するとしていく方針を示している。町は、提案を受け入れるか検討している。上関町では、中国電力が原発２基の建設計画を表明しているが、東京電力福島第一原発の事故を受け、現在工事を中断している。

## アメリカ合衆国
米国では使用済燃料は再処理せずに直接処分する方針を取っているが、ユッカマウンテン放射性廃棄物処分場の計画が中止されたことにより、2011年時点では大部分の使用済燃料が発電所サイト内に貯蔵された状態となっており、敷地内に独立使用済燃料貯蔵施設が建設された発電所もある。ニューメキシコ州南部およびアンドリューズ郡 (テキサス州)で集中中間貯蔵施設の建設が計画されている。

## ドイツ
ドイツでは以下の中間貯蔵施設が設置されている。
- ゴアレーベン（英語版）中間貯蔵施設 - 1984年から操業[6]。発電所から搬入される使用済燃料の他に、コジェマ、BNFL、マヤークなどドイツ国外で再処理、返還された高レベル放射性廃棄物も受け入れている[4]。ゴアレーベンは最終処分場の候補とされ探査が行われたこともあるが、2013年のサイト選定法により当面は維持管理のみが行われることとなった[7]。
- アーハウス（英語版）集中中間貯蔵施設 - 1984年から建設、1992年から操業[8]。主に高温ガス炉及び研究炉の使用済燃料キャスクを受け入れている[4]。
- ノルト集中中間貯蔵施設 - 1998年から操業[8]。廃止措置中のグライスバルト原子力発電所（英語版）近傍に設置されているが、他の発電所からも使用済燃料や廃棄物を受け入れている[8]。

## スイス
スイスではアールガウ州ヴュレンリンゲンに以下の中間貯蔵施設が設置されている。
- ヴュレンリンゲン放射性廃棄物集中中間貯蔵施設 - 2001年から操業。
- ベツナウ中間貯蔵施設 - 1994年から操業。ベツナウ原子力発電所サイト内に設置されている。同発電所で発生した使用済み燃料の他、2008年以降は仏・英国から返還された高レベル放射性廃棄物も受け入れている。
- 連邦中間貯蔵施設 - 1992年からパウル・シェラー研究所によって操業されている。医療、産業、研究施設で発生するα廃棄物や低中レベル放射性廃棄物を受け入れている。

## スウェーデン
スウェーデンではオスカーシャム原子力発電所サイト内に集中中間貯蔵施設が設置され、1985年から操業している。